# Трифена
Света мученица Трифена је драговољно и храбро поднела многе муке за Христа. Па пошто се не хте одрећи вере, буде пуштен један бесан во, који је избоде и умртви. То се догодило у 1. веку. Њу призивају у помоћ мајке које не могу да доје своју децу.
Српска православна црква слави је 31. јануара по црквеном, а 13. фебруара по грегоријанском календару.